# Back to the Future Part III: Original Motion Picture Soundtrack
Back to the Future Part III: Original Motion Picture Soundtrack è una colonna sonora che comprende la musica del film Ritorno al futuro - Parte III. L'album è stato pubblicato negli Stati Uniti dalla Varèse Sarabande il 29 maggio 1990.

## Tracce
1. Main Title
2. It's Clara (La scena del treno, 2ª parte)
3. Hill Valley
4. The Hanging
5. At First Sight
6. Indians
7. Goodbye Clara
8. Doc Returns
9. Point of No Return (La scena del treno, 3ª parte)
10. The Future Isn't Written
11. The Showdown
12. Doc To The Rescue
13. The Kiss
14. We're Out of Gas
15. Wake Up Juice
16. A Science Experiment? (La scena del treno, 1ª parte)
17. Doubleback (Versione acustica e arrangiata di Alan Silvestri, composta dagli ZZ Top)
18. End Credits
19. Doubleback - ZZ Top (Bonus Track)
20. Turkey in the Straw - Lester Flatt & Earl Scruggs (Bonus Track)
21. Battle Cry of Freedom - 1st Brigade Band (Bonus Track)
22. Clementine - Jonny Hill (Bonus Track)

## Curiosità
- Come nel precedente album, in questa colonna sonora non vi è alcuna canzone ma solo la musica composta da Alan Silvestri presente nel film.